# Stara Rzeka (wieś w województwie kujawsko-pomorskim)
Stara Rzeka – (niem. Altfliess) wieś kociewska w Polsce, położona w województwie kujawsko-pomorskim, w powiecie świeckim, w gminie Osie. Wieś położona jest nad rzeką Wdą, na obszarze Wdeckiego Parku Krajobrazowego.

## Historia
Wieś powstała w połowie XVIII w. Pod zaborem pruskim rozwinęła się jako osada bartników i pracowników leśnych, z której spławiano drewno do tartaków. W 1944 miała tu miejsce duża bitwa partyzancka z Niemcami. Po 1945 planowano tutaj budowę trzeciej (po Gródku i Żurze) elektrowni na Wdzie. W latach 1975–1998 miejscowość położona była w województwie bydgoskim. W ostatnich latach nabrała charakteru letniskowego. 14 lipca 2012 trąba powietrzna zniszczyła we wsi 39 obiektów, w tym 11 domów mieszkalnych.

## Obiekty
We wsi znajduje się szkoła i budynek gospodarczy murowano-drewniany z 1914 roku wpisany na listę zabytków oraz nieczynny cmentarz ewangelicki z XIX w.
W Starej Rzece rosną także dwa pomniki przyrody:
- lipa drobnolistna o obwodzie 290 cm[9]
- dąb szypułkowy o obwodzie 340 cm[10]